# Асатиани, Малхаз Григорьевич
Малха́з Григорьевич Асатиа́ни (груз. მალხაზ ასათიანი; род. 4 августа 1981[…], Кутаиси) — грузинский футболист, защитник.

## Карьера

### Клубная

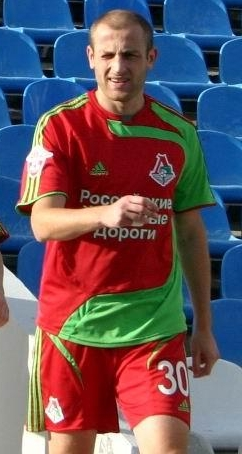
Асатиани в «Локомотиве»

Начинал карьеру в команде «Торпедо» (Кутаиси). Благодаря успешной игре за сборную Грузии был замечен российскими топ-клубами. В 2003 году перешёл в «Локомотив» Москва, где более 5 лет играл в защите и полузащите.
В 2008 году был отдан в аренду до конца сезона в киевское «Динамо» после того как из-за травм потерял место в основе «Локомотива». Сыграл за «Динамо» ряд игр, после окончания сезона вернулся в «Локомотив». В феврале 2009 года «Динамо» и «Локомотив» подписали соглашение об аренде Асатиани до 31 мая. Он, однако, не мог выступать за «Динамо» в кубке УЕФА в 2009 году, так как «Динамо» отзаявило его, а заявить снова уже было поздно. Не в последнюю очередь второй договор аренды был связан с травмой защитника «Динамо» Папа Диакате, который получил её во время зимнего товарищеского матча и выбыл из строя ориентировочно на 3-4 месяца.
С 1 июня 2009 года вновь игрок московского «Локомотива». С возвращением на тренерский мостик Юрия Сёмина, с именем которого связаны основные успехи Асатиани, он вновь стал играть в основе.
В декабре 2010 года стало известно, что контракт у игрока с клубом закончился и продлён не будет.
Бывший игрок «Локомотива» Тарас Царикаев рассказывает: «Малхаз Асатиани. Человек, который всегда будет мною уважаем хотя бы по тому, как он общался с коллегами. Зайдя на рейс, Малхаз не оставлял без какого-то пусть и мимолетного, но теплого слова, ни одного человека, со всеми здоровался персонально, открыто протягивал нам, молодым, руку».

### В сборной
В сборной дебютировал в 2001 году. Асатиани запомнился многим болельщикам Грузии и России после забитого им гола в ворота сборной России на 12-й минуте, принёсшей победу сборной Грузии. Матч состоялся 30 апреля 2003 года на стадионе «Локомотив», в Тбилиси, в рамках отборочного турнира на Евро-2004.

## Достижения

### Командные
Торпедо (Кутаиси)
- Чемпион Грузии: (3) 1999/00, 2000/01, 2001/02
- Обладатель Кубка Грузии: 2000/01
- Обладатель Кубка Президента Туркменистана: 2002
- Финалист Кубка Грузии: 1999/00, 2001/02
- Финалист Суперкубка Грузии: 1999

Локомотив (Москва)
- Чемпион России: 2004
- Обладатель Кубка России: 2006/07
- Обладатель Суперкубка России: (2) 2003, 2005
- Обладатель Кубка Чемпионов Содружества: 2005
- Бронзовый призёр Чемпионата России: 2005, 2006

Динамо (Киев)
- Чемпион Украины: 2008/09

### Личные
- Список 33 лучших футболистов чемпионата России: (2) № 2 — 2005; № 3 — 2004

## Статистика по сезонам
| Клуб              | Сезон            | Лига | Лига | Кубки | Кубки | Еврокубки | Еврокубки | Итого | Итого |
| Клуб              | Сезон            | Игры | Голы | Игры  | Голы  | Игры      | Голы      | Игры  | Голы  |
| ----------------- | ---------------- | ---- | ---- | ----- | ----- | --------- | --------- | ----- | ----- |
| Торпедо (Кутаиси) | 1999/2000        | 13   | 3    | 0     | 0     | 0         | 0         | 13    | 3     |
| Торпедо (Кутаиси) | 2000/01          | 23   | 5    | 0     | 0     | 0         | 0         | 23    | 5     |
| Торпедо (Кутаиси) | 2001/02          | 25   | 1    | 0     | 0     | 0         | 0         | 25    | 1     |
| Торпедо (Кутаиси) | 2002/03          | 15   | 6    | 0     | 0     | 0         | 0         | 15    | 6     |
| Торпедо (Кутаиси) | Итого            | 76   | 15   | 0     | 0     | 0         | 0         | 76    | 15    |
| Локомотив         | 2003             | 10   | 1    | 0     | 0     | 0         | 0         | 15    | 6     |
| Локомотив         | 2004             | 19   | 1    | 1     | 0     | 0         | 0         | 20    | 1     |
| Локомотив         | 2005             | 28   | 4    | 2     | 1     | 12        | 2         | 42    | 6     |
| Локомотив         | 2006             | 14   | 0    | 2     | 0     | 0         | 0         | 16    | 0     |
| Локомотив         | 2007             | 14   | 1    | 0     | 0     | 0         | 0         | 14    | 1     |
| Локомотив         | 2008             | 4    | 0    | 1     | 0     | 0         | 0         | 5     | 0     |
| Локомотив         | Итого            | 89   | 7    | 6     | 1     | 12        | 2         | 107   | 9     |
| Динамо Киев       | 2008/09          | 5    | 0    | 2     | 1     | 5         | 0         | 12    | 1     |
| Динамо Киев       | Итого            | 5    | 0    | 2     | 1     | 5         | 0         | 12    | 1     |
| Локомотив         | 2009             | 14   | 0    | 0     | 0     | 0         | 0         | 14    | 0     |
| Локомотив         | 2010             | 22   | 0    | 0     | 0     | 1         | 0         | 23    | 0     |
| Локомотив         | Итого            | 36   | 0    | 0     | 0     | 1         | 0         | 37    | 0     |
| Всего за карьеру  | Всего за карьеру | 206  | 22   | 8     | 2     | 18        | 2         | 232   | 26    |